# North Qu'Appelle n.º 187
North Qu'Appelle n.º 187 es un municipio rural canadiense situado en la provincia de Saskatchewan.

## Superficie
North Qu'Appelle n.º 187 tiene una superficie de 489,53 km².

## Demografía
En 2021, tenía 918 habitantes, una densidad poblacional de 1,9 hab./km², y 781 viviendas.